# テオブロミン

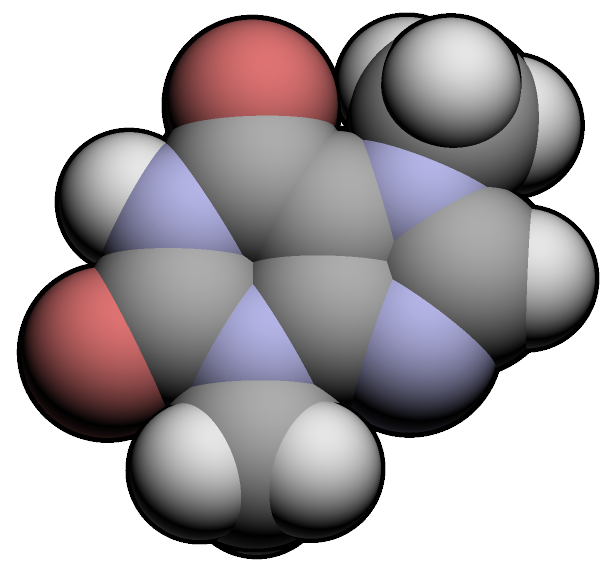
テオブロミンの分子模型。黒が炭素、灰色が水素、紫が窒素、赤が酸素を表す。

テオブロミン（theobromine）は、カカオなどに含まれるプリン塩基と構造が似たアルカロイドの1種である。カカオ以外にもチャノキやコーラと言った植物にも含まれるため、チョコレート以外にも茶などのほかの食品中にも存在している。その名前に反して臭素（Bromine）は持たず、テオブロミンという名前は、ギリシア語で神の（theo）食べ物（broma）という意味を持つカカオの学名Theobromaに由来する。公式には、xantheose とも呼ばれる。

## 歴史
テオブロミンは1878年にカカオの種子より初めて分離され、程なくしてエミール・フィッシャーによってキサンチンからの人工的な合成法が確立された。

## 構造

キサンチンの誘導体の一般構造。Rは水素か炭化水素である。

テオブロミンはキサンチンの誘導体の1つであり、上図の構造の中でR2とR3がメチル基で置換された構造をしている。同じくキサンチン誘導体としては他にカフェインやテオフィリンなどがあり、例えばR1とR2がメチル基で置換された構造はテオフィリン、R1とR3がメチル基で置換された構造はパラキサンチンであり、これらは位置異性体の関係にある。

## 性質
テオブロミンは水に非常に溶けにくい結晶性の粉末であり、色は白か透明である。

## 源

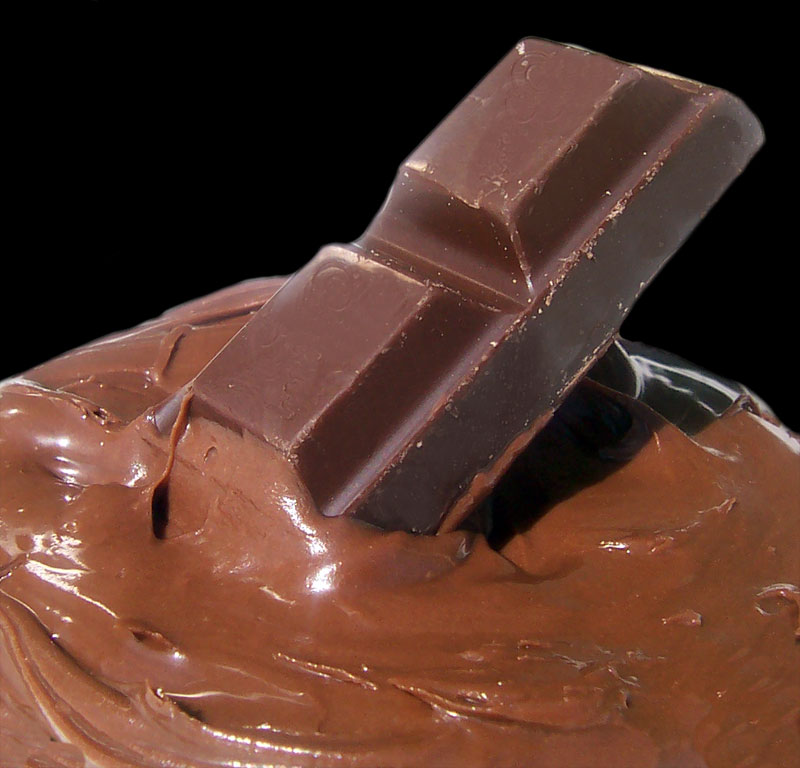
チョコレートは自然のカカオ豆より作られる。

テオブロミンは天然に存在する化合物である。例えばカカオにも含まれているため、ココアやチョコレートなどのカカオ加工製品にも含まれている。例えばチョコレートには0.5-2.7%のテオブロミンが含まれる。またコーラ（1.0-2.5%）やガラナの実や茶にも若干含まれている。
なお、テオブロミンを特に多く含む植物としては次のようなものが知られている。
- カカオ（Theobroma cacao）
- マテ茶（Ilex paraguariensis）
- チャノキ（Camellia sinensis）
- コーラ（Cola acuminata）
- ガラナ（Paullinia cupana）
- コーヒーノキ（Coffea arabica）

この他に、カフェインを摂取した動物の体内での代謝によってもテオブロミンが生ずることも知られている。ヒトにおいては、カフェインがヒトの肝臓の酵素によって代謝されると、その10%がテオブロミン、4%がテオフィリン、80%がパラキサンチンとなる。

## 治療への利用
1916年にPrinciples of Medical Treatmentという書物が発行されると、テオブロミンは浮腫、梅毒などの治療に用いられるようになった。The American Journal of Clinical Nutritionによると、かつては動脈硬化症、狭心症、高血圧など循環器系の疾患の治療にも用いられたと記されている。
近年になると、血管拡張薬、中枢神経刺激薬、利尿薬としても用いられるようになった。
現在は、薬として利用されていない。

## 薬理学
テオブロミンは人間の肝臓でメチルキサンチンに代謝され、その後メチル尿酸にまで分解される。
テオブロミンは環状アデノシン一リン酸（cAMP）のホスホジエステラーゼ阻害薬として作用し、ホスホジエステラーゼが活性型のcAMPを非活性型に変換するのを阻害する。cAMPは多くのホルモンや神経伝達物質のセカンドメッセンジャーとして働く。そのためcAMPの非活性化が阻害されると覚醒効果が続く。

## 効果

### 人間に対する効果
上記の薬効の他、250mgの時点で薬効を感じる限定的な自覚効果が表れ、0.8–1.5 g/day (ココア 50–100 g 分）で、発汗、震え、ひどい頭痛を引き起こす。このような効果が出るより通常摂取する量は少ないので、人間にとってはあまり問題とはならない。

### 動物に対する効果
チョコレートに含まれるテオブロミンの量は、人間にとっては害になるほどの量ではないが、犬や猫や鳥類のようにテオブロミンの代謝速度が遅い動物にとっては害になりうる。小型犬で50 g程度、中型犬で400 g程度のチョコレートを摂取すると、犬はチョコレート中毒を起こし、消化不良、脱水症状、過度の興奮、心拍数の増加などの症状が表れる（製菓用チョコレートなど、カカオ含有量の多い製品では、これよりもずっと少ない量で症状が出る）。酷くなるとてんかんのような発作を起こして死に至ることもある。
アメリカグマがチョコレートを摂取して心不全で死亡した事件が何例か報告されている。

### その他の効果
テオブロミンは細菌のような原核細胞ではもちろんのこと、さらに培養している哺乳類の細胞のような真核細胞においても遺伝子の変異を誘発することが知られている。しかし、そうであるのにもかかわらず、個体レベルのヒトにおいては遺伝子変異を引き起こすことの充分な証拠が無いため、食物を通してテオブロミンを経口摂取しても問題は無いとされている。